# Dactylolabis (Dactylolabis) degradans
Dactylolabis (Dactylolabis) degradans is een tweevleugelige uit de familie steltmuggen (Limoniidae). De soort komt voor in het Palearctisch gebied.